# 2008年の日本公開映画/2月
- 1日
  - アメリカン・ギャングスター（ アメリカ合衆国）
  - ウォーター・ホース（ アメリカ合衆国）
- 2日
  - ALLDAYS 二丁目の朝日（ 日本）
  - 牡牛座 レーニンの肖像（ ロシア・ 日本）
  - 歓喜の歌（ 日本）
  - KIDS（ 日本）
  - （ニアイコール）草間彌生 わたし大好き（ 日本/ドキュメンタリー）
  - 結婚しようよ（ 日本）
  - 砂の影（ 日本）
  - 東京少年（ 日本）
  - 動物、動物たち（ フランス/ドキュメンタリー）
  - フランチェスコ（ イタリア）
  - ミスター・ロンリー（ イギリス・ フランス）
  - ミッション・イン・モスクワ（ ロシア）
  - ラスト、コーション（ 中国・ アメリカ合衆国・ 台湾・ 香港）
  - リアル鬼ごっこ（ 日本）
- 9日
  - 蒼ざめた馬（ ロシア）
  - アドリブ・ナイト（ 韓国）
  - 雨の翼（ 日本）
  - L change the WorLd（ 日本）
  - かつて、ノルマンディーで（ フランス/ドキュメンタリー）
  - 君のためなら千回でも（ アメリカ合衆国）
  - 恋する彼女、西へ。（ 日本）
  - 人生ごっこ!?（ 日本）
  - スエリーの青空（ ブラジル・ ポルトガル・ ドイツ・ フランス）
  - 潜水服は蝶の夢を見る（ フランス）
  - 劇場版 空の境界 第三章 痛覚残留（ 日本/アニメ）
  - 団塊ボーイズ（ アメリカ合衆国）
  - チーム・バチスタの栄光（ 日本）
  - トリコン!!! triple complex（ 日本）
  - 胡同の理髪師（ 中国）
  - UK/DK（ イギリス/ドキュメンタリー）
- 16日
  - アニー・リーボヴィッツ レンズの向こうの人生（ アメリカ合衆国/ドキュメンタリー）
  - エリザベス:ゴールデン・エイジ（ イギリス・ フランス）
  - クリアネス（ 日本）
  - 菅井君と家族石 THE_MOVIE（ 日本/アニメ）
  - たそがれ（ 日本）
  - デイ・ウォッチ（ ロシア）
  - 奈緒子（ 日本）
  - 病葉流れて（ 日本）
  - ファーストフード・ネイション（ アメリカ合衆国・ イギリス）
  - ボーフォート -レバノンからの撤退-（ イスラエル）
  - マゴリアムおじさんの不思議なおもちゃ屋（ アメリカ合衆国）
- 18日
  - 最強兵器女子高生 RIKA（ 日本）
- 23日
  - アメリカン・ホーンティング（ アメリカ合衆国）
  - いつか眠りにつく前に（ アメリカ合衆国）
  - 裏切りの闇で眠れ（ フランス）
  - KAMATAKI -窯焚-（ カナダ・ 日本）
  - くりいむレモン 旅のおわり（ 日本）
  - シスターズ（ アメリカ合衆国）
  - 東京少女（ 日本）
  - トゥヤーの結婚（ 中国）